# Copa Ciudad de la Independencia
La Copa ciudad de la independencia fue un torneo amistoso de selecciones de fútbol sub-20 celebrado en Talca, Chile, entre los días 12 y el 16 de octubre de 2016. Se organizó como preparación para el campeonato sudamericano sub-20 de 2017.

## Desarrollo

### Sedes
El torneo fue organizado por la Municipalidad de Talca y la Federación de Fútbol de Chile. Los partidos se realizaron en dos recintos, el Estadio del Club Atlético Comercio y el Estadio Fiscal de Talca, realizando la fecha inaugural en el primer recinto, y el resto en el segundo.

### Formato
Se utilizó el sistema de cuadrangular por puntos, siendo un todos-contra-todos con tres fechas. El campeón fue definido por los puntos obtenidos durante los partidos.

### Participantes
- Selección de Chile (Equipo anfitrión)
- Selección de Brasil
- Selección de Uruguay
- Selección de Ecuador

## Partidos

### Fecha 1
| 12 de octubre de 2016 | Brasil                  | 3:0     | Ecuador | Estadio Club Atlético Comercio, Talca |               |
|                       | - Cerqueira - Cerqueira | Reporte |         | Árbitro(s): ?                         | Árbitro(s): ? |

| 12 de octubre de 2016 | Chile                        | 2:2     | Uruguay                    | Estadio Club Atlético Comercio, Talca |                           |
|                       | - Paredes 12' - Martínez 90' | Reporte | - Amaral 40' - Olivera 75' | Árbitro(s): Roberto Tobar             | Árbitro(s): Roberto Tobar |

### Fecha 2
| 14 de octubre de 2016 | Chile                                | 3:0     | Ecuador | Estadio Fiscal de Talca, Talca |                               |
|                       | - Jara 33' - Vargas 42' - Vargas 73' | Reporte |         | Árbitro(s): Ángelo Hermosilla  | Árbitro(s): Ángelo Hermosilla |

| 14 de octubre de 2016 | Uruguay     | 1:2     | Brasil                     | Estadio Fiscal de Talca, Talca |               |
|                       | - Benavídez | Reporte | - Vizeu 30' - Giovanny 50' | Árbitro(s): ?                  | Árbitro(s): ? |

### Fecha 3
| 16 de octubre de 2016 | Ecuador | 0:2     | Uruguay                      | Estadio Fiscal de Talca, Talca |               |
|                       |         | Reporte | - Benavídez 49' - García 79' | Árbitro(s): ?                  | Árbitro(s): ? |

| 16 de octubre de 2016 | Chile        | 1:1     | Brasil      | Estadio Fiscal de Talca, Talca |                          |
|                       | - Dávila 67' | Reporte | - Vizeu 31' | Árbitro(s): Carlos Ulloa       | Árbitro(s): Carlos Ulloa |

## Clasificación
| Pos. | Equipo  | Pts. | PJ | G | E | P | GF | GC | Dif. |  |
| ---- | ------- | ---- | -- | - | - | - | -- | -- | ---- |  |
| 1    | Brasil  | 7    | 3  | 2 | 1 | 0 | 6  | 2  | +4   |  |
| 2    | Chile   | 5    | 3  | 1 | 2 | 0 | 6  | 3  | +3   |  |
| 3    | Uruguay | 4    | 3  | 1 | 1 | 1 | 5  | 4  | +1   |  |
| 4    | Ecuador | 0    | 3  | 0 | 0 | 3 | 0  | 8  | −8   |  |

 Fuente: 
| Bandera de Brasil |
| Campeón Brasil    |